# 上海经苏州无锡至常州城际铁路
上海经苏州无锡至常州城际铁路，简称苏锡常线，又称苏锡常都市快线，为横跨中华人民共和国江苏省常州市、无锡市、苏州市三市的一条建设中通勤铁路，该线计划与上海轨道交通嘉闵线贯通运营。线路自溧阳天目湖引出，经常州、无锡、苏州，至沪苏通铁路太仓站，正线全长约222公里，设站38座，平均站间距6公里。
其中太仓先导段工程线路起自太仓站，出站后沿太仓市站前大道向南至江南路立交附近转向西沿江南路敷设，向西至沿江高速附近转向南，穿越新浏河至省界。项目线路全长约10.3公里，太仓境内设站3座，另设太仓车辆段一座，设计速度160km/h。已于2021年6月28日举行太仓站开工建设动员会。

## 历史
- 2018年12月26日 建设规划获批[4]
- 2019年12月5日 江苏段预可行性研究和工程可行性研究项目招标公告发布[5]
- 2020年6月11日 苏州规划局和上海交通委对接轨道交通规划方案情况，确定苏锡常城际将和上海轨道交通嘉闵线对接并贯通运营[6]
- 2021年6月29日 太仓站随苏州共16个重点交通项目一同集中开工[2]
- 2022年3月9日 太仓先导段工程社会稳定风险评估公示[7]
- 2022年11月23日 太仓先导段环境影响评价第一次公示[8]
- 2023年6月13日 太仓先导段环境影响评价征求意见稿公示[9]
- 2024年3月5日 太仓先导段工程环境影响报告书报批前公示[10]
- 2024年3月8日 苏州市环保局受理太仓先导段工程环境影响报告书[11]
- 2024年3月29日 苏州市环保局批复太仓先导段工程环境影响报告书[12]